# コラッチャル
座標: 北緯8度10分 東経77度14分 / 北緯8.17度 東経77.24度
コラッチャル（タミル語: கொளச்சல்、英語: Colachel / Kolachal）は、インド南部のタミル・ナードゥ州カンニヤークマリ県にある都市。

## 概要
コラッチャルはマラバール海岸に位置する港町である。人口は23,535人。

## 地理
北緯：8° 10' 0 ／ 東経：77° 15' 0
| 県外 - チェンナイまで 744km - ティルッチラーッパッリまで 425km - マドゥライまで 283km - コーヤンブットゥールまで 473km | 県内 - カンニヤークマリまで 41km - ナーガルコーイルまで 22km - パドマナーバプラムまで 13km - クリットゥライまで 23km |

## 政治
コラッチャル選挙区では、2001年の州議会議員選挙ではAIADMKのT・パッチャマールが当選したが、2006年の州議会議員選挙ではINCのS・ジャヤポールが当選した。